# Acaremyidae
Los acaremíidos (Acaremyidae) son una familia extinta de roedores histricomorfos nativos de Sudamérica.

## Géneros
Se reconocen los siguientes:
- †Acaremys Ameghino, 1887
- †Changquin Vucetich et al., 2014[2]
- †Galileomys Vucetich & Kramarz, 2003
- †Platypittamys AE Wood, 1949
- †Pseudoacaremys Arnal & Vucetich, 2015[1]
- †Sciamys Ameghino, 1887